# Miss Sarajevo
Miss Sarajevo – piosenka rockowej grupy U2, wykonującej go wraz z producentem Brianem Eno pod szyldem „Passengers”, z udziałem światowej sławy włoskiego tenora, Luciano Pavarottiego. Nagrana w sierpniu 1995 r., a wydana 20 listopada 1995 r. Utwór pochodzi z wydanego 6 listopada 1995 r. albumu Original Soundtracks 1 i był jedynym singlem promującym tę płytę.
Jej premierowe wykonanie nastąpiło 12 września 1995 r. podczas koncertu „Pavarotti i przyjaciele razem dla dzieci z Bośni” („Pavarotti & Friends together for the children of Bosnia”), zorganizowanego w ramach tradycyjnego cyklu „Pavarotti i przyjaciele” („Pavarotti & Friends”) na terenie Parco di Piazza D'Armi Novi Sad w Modenie.
Piosenka osiągnęła 6. miejsce na brytyjskiej liście singli, była także w pierwszej dziesiątce hitów w kilku krajach europejskich. Znalazła się także na kompilacyjnym albumie grupy, The Best of 1990–2000.
W 1999 r. własną wersję utworu wykonał George Michael i umieścił ją na płycie Songs from the Last Century (wydanej 6 grudnia 1999).

## Historia
5 kwietnia 1992 r. Bośnia i Hercegowina ogłosiła niepodległość. Tego dnia jej stolica – Sarajewo zostało oblężone przez wojska serbskie. Miasto było ostrzeliwane, w trakcie walk zginęło ponad 10 000 osób, odcięto dostęp do bieżącej wody i prądu, a dostawy żywności były nieregularne. Na początku 1993 r. amerykański dziennikarz Bill Carter przyjechał do Bośni z misją humanitarną i został w Sarajewie na pół roku. Mieszkał w spalonym biurowcu, żywiąc się pokarmem dla niemowląt i pijąc wodę z kanałów. W trakcie pobytu kręcił amatorskie filmy ręczną kamerą wideo. 
W maju 1993 r. Carter przypadkowo zobaczył telewizyjny wywiad z U2, gdy jeden z członków zespołu mówił o "zjednoczonej Europie". Amerykanin uznał, że wyprowadzi gwiazdy rocka z błędu. Poprosił o przysługę prezesa sarajewskiej telewizji i faksem wysłał wniosek o wywiad z irlandzką grupą. Po otrzymaniu pozytywnej odpowiedzi, umówił się na 20-minutowy wywiad z Bono przed koncertem w Weronie, zaplanowanym 2 lipca 1993 r. w ramach trasy Zoo TV Tour. Piosenkarz, zaintrygowany krótką relacją Cartera z wydarzeń w Bośni i Hercegowinie, umówił się z nim na dłuższą rozmowę po występie. Podczas tego spotkania pojawił się pomysł spontanicznego występu U2 w Sarajewie, który jednak ze względów bezpieczeństwa okazał się niemożliwy do zrealizowania. By mimo wszystko nagłośnić sytuację w stolicy Bośni, w trakcie trwania 13 koncertów europejskiej części Zoo TV Tour – promujących album Zooropa, a odbywających się w lipcu i sierpniu 1993 r. – organizowano kilkuminutowe połączenia na żywo z sarajewskiego studia telewizyjnego, wykorzystując łącza satelitarne. W trakcie tych krótkich meldunków, Carter wraz z dwoma bośniackimi kolegami – widoczni na telebimie – opowiadali tysiącom widzów o codziennych problemach mieszkańców ogarniętego wojną kraju. W 1995 r. Carter zrealizował 33-minutowy film dokumentalny zatytułowany Miss Sarajevo, w którym wykorzystał materiał nakręcony jeszcze w 1993 r. Stanowił on relację z konkursu piękności odbywającego się 29 maja 1993 r. w piwnicach sarajewskiego centrum kultury (z uwagi na niebezpieczeństwo ostrzału snajperskiego). Jego zwyciężczynią została 17-letnia Inela Nogić, a uczestniczki wyborów miss trzymały przed sobą transparent z napisem „DON'T LET THEM KILL US” („Nie pozwólcie im nas zabić”). Bono poruszony treścią dzieła Cartera skomponował piosenkę, a w nakręconym do niej teledysku wykorzystano ujęcia z filmu.
Utwór został również wykonany podczas słynnego koncertu w Sarajewie, zorganizowanego 23 września 1997 r. na Olimpijskim Stadionie Koševo w ramach trasy PopMart Tour.

## Lista utworów
1. "Miss Sarajevo" (wersja singlowa) – 5:19
2. "One" (Na żywo z Modeny, 12 września 1995) – 5:32
3. "Bottoms (Watashitachi no Ookina Yume)" (Zoo Station Remix) – 4:11
4. "Viva Davidoff" – 4:29

Lista dotyczy wyłącznie wydania na CD. Wydania na kasetach magnetofonowych i 7" jako utwór dodatkowy zawierały tylko piosenkę "One".

## Teledysk
Teledysk do piosenki, w reżyserii Maurice'a Linnane'a jest montażem trzech różnych wydarzeń: oryginalnego wykonania z koncertu „Pavarotti i przyjaciele razem dla dzieci z Bośni” („Pavarotti & Friends together for the children of Bosnia”) w Modenie z 12 września 1995 r., konkursu piękności Miss Sarajevo z 29 maja 1993 r. opisanego w utworze oraz scen z rozdartych wojną ulic Sarajewa. Wideo było dostępne na DVD The Best of 1990–2000 z komentarzem reżysera i filmem dokumentalnym pt. Missing Sarajevo. Druga wersja teledysku zawiera wyłącznie materiał z koncertu w Modenie, zaś wersja trzecia przedstawia tylko materiał filmowy z ogarniętego wojną Sarajewa oraz konkursu piękności.